# 黒澤満 (映画プロデューサー)
黒澤 満（くろさわ みつる、1933年 - 2018年11月30日）は、日本の映画プロデューサー。東映ビデオ株式会社代表取締役副社長、株式会社セントラル・アーツ代表取締役を歴任。早稲田大学卒業。

## 経歴
1955年、日活に入社。梅田日活、名古屋日活支配人、日活関西支社宣伝課長など劇場興行職10年を経て、1970年に映画本部長室の開設に伴い俳優部次長に就任し、ダイニチ映配時代のキャスティング等を担当。1971年11月、ロマンポルノに転換した日活の企画製作の中核として多くのロマンポルノ作品をプロデュースした。"ロマンポルノ"という呼称の名付け親とも言われている。1973年10月、日活の撮影所長に就任。
1977年4月、日活役員会で旧知の社員仲間らを更迭する動議が出たため、慰留されつつも彼らと共に日活を退社。その後、当時の東映社長・岡田茂からヘッドハンティングを受ける。当時、妻には日活退社を内緒にしており、毎日朝から晩まで山手線に乗り、本を読んで半年過ごしていたという。
1977年12月1日付けで、岡田が作った東映セントラルフィルムの製作部門のプロデューサーに迎えられる。東映入りの際に撮影所との兼ね合いから、東映芸能ビデオの製作部勤務・嘱託社員となった。1980年11月、製作部がセントラル・アーツとして分社化され、同社の代表取締役に就任。
1978年、日活時代からの知古であった松田優作が『大都会 PARTII』の終了後に映画出演を望んでいたため、『最も危険な遊戯』を東映セントラルフィルムの旗揚げ第一作として製作。好評を博して松田が演じる殺し屋の鳴海昌平を主人公とする「遊戯シリーズ」として3作品が作られた。この際、黒澤を慕って旧日活を中心に多くの才能が東映セントラル/セントラル・アーツに集結した。『野獣死すべし』、テレビドラマ『探偵物語』など、一連の松田優作作品や、舘ひろしの『皮ジャン反抗族』などの暴走族映画、『あぶない刑事』シリーズ、『ビー・バップ・ハイスクール』シリーズや、角川映画やテレビドラマ、「東映Vシネマ」などを多数製作 。従来の東映任侠路線や実録路線、カラテ映画などとは異なったハードボイルド感覚の日活アクションのテイストを東映に持ち込み、東映との相性もよく、ジャンルの幅を拡げたと評される。1988年の東映の新年挨拶で、岡田東映社長は「東映には三つの撮影所がある。太秦と大泉と黒澤プロだ」と評した。企画から実現までの決断が早く、予算オーバーや尺に合わないと判断すれば大胆にカットし、却って作品の密度を高めるといったアンカーマンとして優れた才能を持ち、終始、裏方に徹した。功績を周囲の人たちのお陰として、自分では表立たない映画人であった。
2007年、第5回文化庁映画賞映画功労表彰部門を受賞。2011年、第20回日本映画プロフェッショナル大賞特別賞を受賞。2013年、第59回「映画の日」特別功労章、第67回毎日映画コンクール特別賞を受賞した。
2018年11月30日10時47分（JST）、肺炎のため、東京都八王子市の自宅で死去。85歳没。
2019年1月には東京・京橋の国立映画アーカイブで代表作の特集上映が行われ、2月にも東京・池袋の新文芸坐で特集上映が予定されている。

## 人物
映画製作者で、監督としても関わりがあった角川春樹は、「徹底した”現場主義”の人」と評し、「自分から口火を切って話すことはなく、いつも私が話し始めるのを待っていた」「気難しい俳優や監督の話を聞き、的確に判断を下していく。スタッフ、キャストの中に溶け込んで現場を掌握していく」「11本の映画のプロデューサーをお願いしましたが、何の心配もなく現場を委ねられたのは彼だけでしたね」と語り、自身が製作した映画『人間の証明』を日活撮影所で撮った際、公開後の挨拶回りで撮影所を訪問した角川に、当時、撮影所長だった黒澤が、歓迎の垂れ幕を張って、撮影所全体で迎えてくれたことを一例に、「あんな風に現場を掌握しているプロデューサーは他にいなかった」と述べ、また、黒澤が亡くなった際、マスコミの取材に対し、「『決して人の悪口を言わない』『どんなにキツイ状況でも愚痴を言わない』『常に人の言い分に耳を傾ける。いつも聞く側に回る』そんな人だった」と答えている。

## フィルモグラフィー

### 劇場映画
- 最も危険な遊戯（1978年）
- 生贄の女たち（1978年）
- 皮ジャン反抗族（1978年）
- 野獣死すべし（1980年）
- 探偵物語（1983年）
- Wの悲劇（1984年）
- 湯殿山麓呪い村（1984年）
- 魔の刻（1985年）
- ビー・バップ・ハイスクール（1985年）
- ア・ホーマンス（1986年）
- 紳士同盟（1986年）
- 新宿純愛物語（1987年）
- あぶない刑事（1987年）
- またまたあぶない刑事（1988年）
- 悲しい色やねん（1988年）
- もっともあぶない刑事（1989年）
- あぶない刑事リターンズ（1996年）
- 身も心も（1997年）
- あぶない刑事フォーエヴァー THE MOVIE（1998年）
- DEAD OR ALIVE 犯罪者（1999年）
- DEAD OR ALIVE 2 逃亡者（2000年）
- クリスマス・イヴ（2001年）
- DEAD OR ALIVE FINAL（2002年）
- 凶気の桜（2002年）
- 渋谷物語（2005年）
- 鳶がクルリと（2005年）
- まだまだあぶない刑事（2005年）
- カメレオン（2008年）
- 少年メリケンサック（2009年）
- ツレがうつになりまして。（2011年）
- 北のカナリアたち（2012年）
- さらば あぶない刑事（2016年）
- ばぁちゃんロード（2018年）
- 終わった人（2018年）

### テレビドラマ
- 探偵物語（1979年、日本テレビ系）
- キャンパス・アクション 探偵同盟（1981年、フジテレビ系）
- プロハンター（1981年、日本テレビ系）
- 愛のホットライン（1981年、フジテレビ系）
- あぶない刑事（1986年、日本テレビ系）
- あきれた刑事（1987年、日本テレビ系）
- もっとあぶない刑事（1988年、日本テレビ系）
- 勝手にしやがれヘイ!ブラザー（1989年、日本テレビ系）
- 俺たちルーキーコップ（1992年、TBS系）
- あぶない刑事フォーエヴァー TVスペシャル'98（1998年）
- 侠飯 ～おとこめし～（2016年、テレビ東京系）